# Відособлена правдоподібність
У статистиці фу́нкція відосо́бленої правдоподі́бності (англ. marginal likelihood function) або інтегро́вана правдоподі́бність (англ. integrated likelihood) — це функція правдоподібності, в якій деякі змінні параметри було знеособлено. В контексті баєсової статистики вона також може згадуватися як сві́дчення (англ. evidence), або сві́дчення моде́лі (англ. model evidence).
При заданій множині незалежних однаково розподілених точок даних {\displaystyle \mathbb {X} =(x_{1},\ldots ,x_{n}),} де {\displaystyle x_{i}\sim p(x_{i}|\theta )} відповідно до певного розподілу ймовірностей, параметризованого за θ, де θ саме по собі є випадковою змінною, описаною розподілом, тобто {\displaystyle \theta \sim p(\theta |\alpha ),} відособлена правдоподібність у загальному випадку ставить питання, якою є ймовірність {\displaystyle p(\mathbb {X} |\alpha ),} де θ було знеособлено (проінтегровано):
{\displaystyle p(\mathbb {X} |\alpha )=\int _{\theta }p(\mathbb {X} |\theta )\,p(\theta |\alpha )\ \operatorname {d} \!\theta }
Наведене вище визначення сформульовано в контексті баєсової статистики. В класичній (частотницькій) статистиці поняття відособленої правдоподібності натомість з'являється в контексті спільного параметра θ=(ψ,λ), де ψ є справжнім параметром, що становить інтерес, а λ є нецікавим завадним параметром. Якщо існує розподіл імовірності для λ, часто бажано розглядати функцію правдоподібності лише в термінах ψ, знеособлюючи λ:
{\displaystyle {\mathcal {L}}(\psi ;\mathbb {X} )=p(\mathbb {X} |\psi )=\int _{\lambda }p(\mathbb {X} |\psi ,\lambda )\,p(\lambda |\psi )\ \operatorname {d} \!\lambda }
На жаль, відособлені правдоподібності, як правило, важко обчислювати. Точні розв'язки відомі для невеликого класу розподілів, зокрема коли знеособлюваний параметр є спряженим апріорним розподілу даних. В інших випадках потрібен якийсь метод чисельного інтегрування, або загальний метод, такий як гаусове інтегрування або метод Монте-Карло, або якийсь спеціалізований метод для статистичних задач, такий як наближення Лапласа, вибірка за Ґіббсом або алгоритм очікування-максимізації.
Також можливо застосовувати наведені вище міркування до єдиної випадкової змінної (точки даних) x, а не до набору спостережень. У баєсовому контексті це еквівалентно апріорному передбачуваному розподілові точки даних.

## Застосування

### Баєсове порівняння моделей
В баєсовому порівнянні моделей знеособлювані змінні є параметрами певного типу моделі, а решта змінних є особистістю самої моделі. В цьому випадку знеособлена правдоподібність є ймовірністю даних при заданому типі моделі, без розгляду будь-яких конкретних параметрів моделі. При позначенні параметрів моделі через θ, відособленою правдоподібністю для моделі M є
{\displaystyle p(x|M)=\int p(x|\theta ,M)\,p(\theta |M)\,\operatorname {d} \!\theta }
Саме в цьому контексті зазвичай застосовується термін свідчення моделі. Ця величина є важливою, оскільки співвідношення апостеріорних шансів моделі M1 до іншої моделі M2 включає співвідношення відособлених правдоподібностей, так званий коефіцієнт Баєса:
{\displaystyle {\frac {p(M_{1}|x)}{p(M_{2}|x)}}={\frac {p(M_{1})}{p(M_{2})}}\,{\frac {p(x|M_{1})}{p(x|M_{2})}}}
що може бути схематично сформульовано як
апостеріорні шанси = апріорні шанси × коефіцієнт Баєса